# WinMX
WinMX war ein Peer-to-Peer-Filesharingprogramm für Windows, das vom Unternehmen Frontcode Technologies entwickelt wurde.

## Geschichte
WinMX entstand noch während der Blütezeit von Napster. Die erste Version war lediglich ein Client für OpenNap-Server, sie wurde am 8. Oktober 2000 veröffentlicht. Als die Recording Industry Association of America (kurz RIAA) im März und April 2001 zunehmend gegen die OpenNap-Netzwerke vorging und die wenigen verbleibenden Server überlastet waren, entwickelten die WinMX-Programmierer ein eigenes, dezentralisiertes Netzwerk namens WinMX Peer Networking Protocol (kurz WPNP), das mit der Veröffentlichung der Version 2.5 von WinMX am 2. Mai 2001 startete. Bis heute unterstützt WinMX beide Protokolle.
Im Jahr 2002 wurde die Anzahl der gleichzeitigen WinMX-Benutzer auf 1,5 Millionen geschätzt, womit es hinter Kazaa das zweitgrößte Filesharing-Netzwerk war.
Nach der Veröffentlichung der Version 3.31 am 19. Oktober 2002 legten die Entwickler eine lange Pause ein, bis sie Mitte Juni 2004 die Version 3.52 und Anfang Juli 2004 die Version 3.53 veröffentlichten, welche einige Updates zum eigenen WPNP-Netzwerk einführte. Frontcode Technologies unterhielt selbst einige PeerCache-Server, um durch die Zwischenspeicherung von IP-Adressen vieler WinMX-Nutzer das WPNP-Netzwerk zu unterstützen.
WinMX war wegen seiner 2-Byte-Zeichenunterstützung auch in Japan sehr beliebt. Die Popularität ließ nach einigen Verhaftungen von WinMX-Nutzern stark nach und endete in der Entwicklung einer serverlosen, teil-verschlüsselten Anwendung namens Winny.
Im September 2005 erhielt WinMX laut Medienberichten einen Cease-and-Desist Letter – das entsprechend einer Abmahnung – von der RIAA die sich darin auf das Urteil des US Supreme Court gegen die Betreiber des P2P-Programmes Grokster vom Juni 2005 berief. Am 21. September 2005 nahm Frontcode die Webseiten frontcode.com und winmx.com vom Netz und schaltete die zentrale Serverfarm ab. Anfang Oktober 2005 wurde die Domain winmx.com auf dem Inselstaat Vanuatu registriert.
Einige WinMX-Fans entwickelten allerdings Patches, die den Weiterbetrieb des WinMX-eigenen WPNP-Netzwerks, sowie des OpenNap auf alternativen Servern ermöglichten. Obwohl der Neustart durch Community-interne Rivalitäten zwischen den Hauptakteuren Winmxworld und Vladd44 behindert wurde und die Musikindustrie durch gefälschte Dateien und Suchergebnisse (Fake Flooding) das System zu sabotieren versucht, besteht weiterhin eine aktive Nutzergemeinschaft, deren Mitglieder vor allem die Kommunikationsmöglichkeiten schätzen, die WinMX gegenüber neueren, moderneren Filesharing-Systemen bietet. Im November 2006 existierten etwa 2000 Chaträume.
Ab 2021 wurde WinMX mit DarkMX weiterentwickelt, das "Tor Hidden Services" als Basis für die Kommunikation und den Dateitransfer benutzt. Das Benutzerinterface (GUI) ist stark an WinMX angelehnt.